# Säljesta

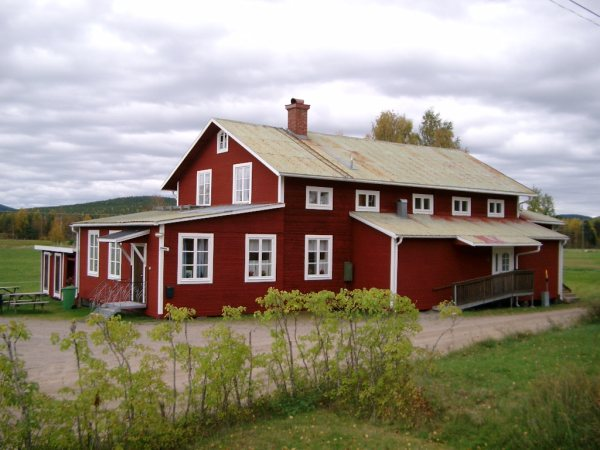
Säljesta Bygdegård

Säljesta är en by i Järvsö socken, strax norr om Järvsö, i Ljusdals kommun.